# Hans Schuster
Hans Schuster, född 7 december 1888, död 10 juni 1970, var en svensk idrottsman (långdistanslöpare). Han tävlade för Fredrikshofs IF. Han vann SM-guld på 20 000 m år 1922.